# The Sky Hunters
The Sky Hunters è un cortometraggio muto del 1915. Il nome del regista non viene riportato.

## Produzione
Il film fu prodotto dalla Essanay Film Manufacturing Company.

## Distribuzione
Distribuito dalla General Film Company, il film - un cortometraggio in tre bobine - uscì nelle sale cinematografiche degli Stati Uniti il 24 luglio 1915.